# Бандероль (приток Лопьи)
Бандероль — река в России, протекает по Чердынскому району Пермского края.

## Описание
Устье реки находится в 74 км по левому берегу реки Лопья. Длина реки составляет 10 км.

## Данные водного реестра
По данным государственного водного реестра России относится к Камскому бассейновому округу, водохозяйственный участок реки — Кама от истока до водомерного поста у села Бондюг, речной подбассейн реки — бассейны притоков Камы до впадения Белой. Речной бассейн реки — Кама.
Код объекта в государственном водном реестре — 10010100112111100003284.